# Tucano (peuple)
Les Tucanos (ou Tukanos) sont une ethnie indigène. Ce peuple vit principalement en Amérique du Sud dans la région amazonienne, ainsi que dans le département du Vaupés, situé dans le sud-est de la Colombie, et le long des rivières Vaupés, rivière du bassin amazonien, Papuri, affluent du río Vaupés, Querary qui prend sa source dans le nord-est du département du Vaupés, Apaporís, affluent du río Caquetá (ou río Japurá), et Tiquié. Des Tucanos vivent également dans le nord-est du Brésil, ainsi que le long du Rio Negro (ou río Guainia) qui prend sa source en Colombie. 
Leur langue est le tucano (ou tukano), langue tucanoane de la branche orientale.

## Autres dénominations
Le peuple Tucano est aussi appelé Tukano. Ces Amérindiens se désignent eux-mêmes sous les appellations de Ye'pâ-masa ou Dasea.

## Répartition géographique
Les Tucanos se concentrent principalement dans le bassin amazonien ainsi que dans le département du Vaupés, en Colombie, et le long des rives des ríos Vaupés, Papuri, Querary, Apaporís, Tiquié et Guainia (ou Rio Negro), ainsi que seize autres groupes ethniques. Comme de nombreux Amérindiens, les Tucanos se répartissent, eux aussi, de part et d'autre d'une frontière et vivent en majorité aux confins de la Colombie et du Brésil.

## Population
6 800 Tucanos sont dénombrés en Colombie en 2008.

## Langues
Le tucano, dont l'écriture se décline en alphabet latin, est utilisé par 6 600 locuteurs et représente l'un des groupes les plus importants de la famille des langues tucanoanes de la branche orientale. D'autres sources indiquent 10 000 à 20 000 personnes en incluant les locuteurs du Brésil, c'est-à-dire parmi les groupes ethniques vivant le long des rives du río Vaupés qui traverse aussi l'État d'Amazonas, et compte tenu du nombre de locuteurs vivant dans les villes brésiliennes de São Gabriel da Cachoeira et Santa Isabel do Rio Negro.   
Tous les Tucanos vivant en Colombie parlent aussi espagnol.

### Autres appellations du tucano
Tukano, takuna, tukána, daxea, dachsea, betaya, betoya.

### Dialectes
Yohoraa (curaua), wasona (uasona), pisamira, papiwa, papihua, pisatapuyo.

## Organisation sociopolitique

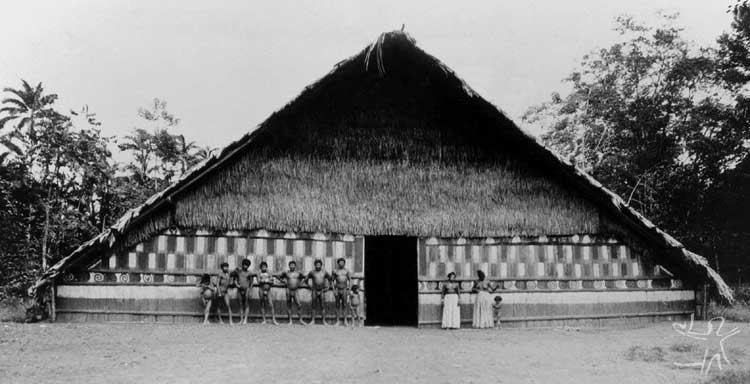
Une maloca.

Les Tucanos entretiennent avec les autres groupes tukanoans des relations de bon voisinage dans lesquelles les mariages entre personnes issues de groupes ethniques différents, le commerce et les festins rituels sont des faits coutumiers. Ils vivaient autrefois dans des maisons communautaires, des malocas au style architectural assez uniforme, soit de grands bâtiments rectangulaires avec un toit à pignon massif. "Chez les Indiens, la maloca est plus qu'une simple maison. Elle est le reflet de l'Univers".
Les Tucanos partagent avec les autres peuples tukanoans un mode de vie basé sur la chasse, la cueillette, la pêche et l'agriculture avec principalement la culture du manioc.

## Économie

### Artisanat
Les Tucanos sont des fabricants traditionnels de bancs en bois peint. Ces bancs, dont ils décorent les sièges avec des dessins géométriques semblables à ceux ornant les tissages, doivent être obligatoirement utilisés dans leurs cérémonies et rituels. Les chefs, les chantres (kumua) et les chefs de cérémonie (bayá) y prennent place.

## Mythologie
La mythologie tukanoane décrit le cosmos et ses origines tel un monde empli de dangers, où l'espace et le temps ne possèdent pas leurs propres frontières, où hommes et animaux ne sont pas différenciés. Les paysages de ce monde terrifiant ont été créés par les agissements des premiers êtres. À l'origine, un anaconda a pénétré dans la maison du Monde par la "porte d'eau" à l'est, a remonté le Rio Negro et le Vaupés. Cet anaconda transportait dans son corps les esprits de tous les futurs ancêtres de l'humanité sous la forme d'ornements de plumes.